# Australian Open de 2023
O Australian Open de 2023 foi um torneio de tênis disputado nas quadras duras do Melbourne Park, em Melbourne, na Austrália, entre 16 e 29 de janeiro. Corresponde à 55.ª edição da "Era Aberta" e à 111.ª de todos os tempos.
Depois de ter sido deportado em 2022 por não estar vacinado contra a COVID-19, Novak Djokovic voltou a disputar o torneio, com o abrandamento das medidas sanitárias na Austrália. Após a desistência ou queda dos principais adversários - Rafael Nadal, por exemplo, defensor do título, foi eliminado na segunda fase – o cabeça de chave 4 se tornou o favorito. Em sete jogos, perdeu apenas um set. O décimo Australian Open veio na final contra o grego Stefanos Tsitsipas. O sérvio se tornou o maior campeão do torneio e, em títulos do Grand Slam, voltou a empatar na liderança com Nadal, com 22 conquistas.

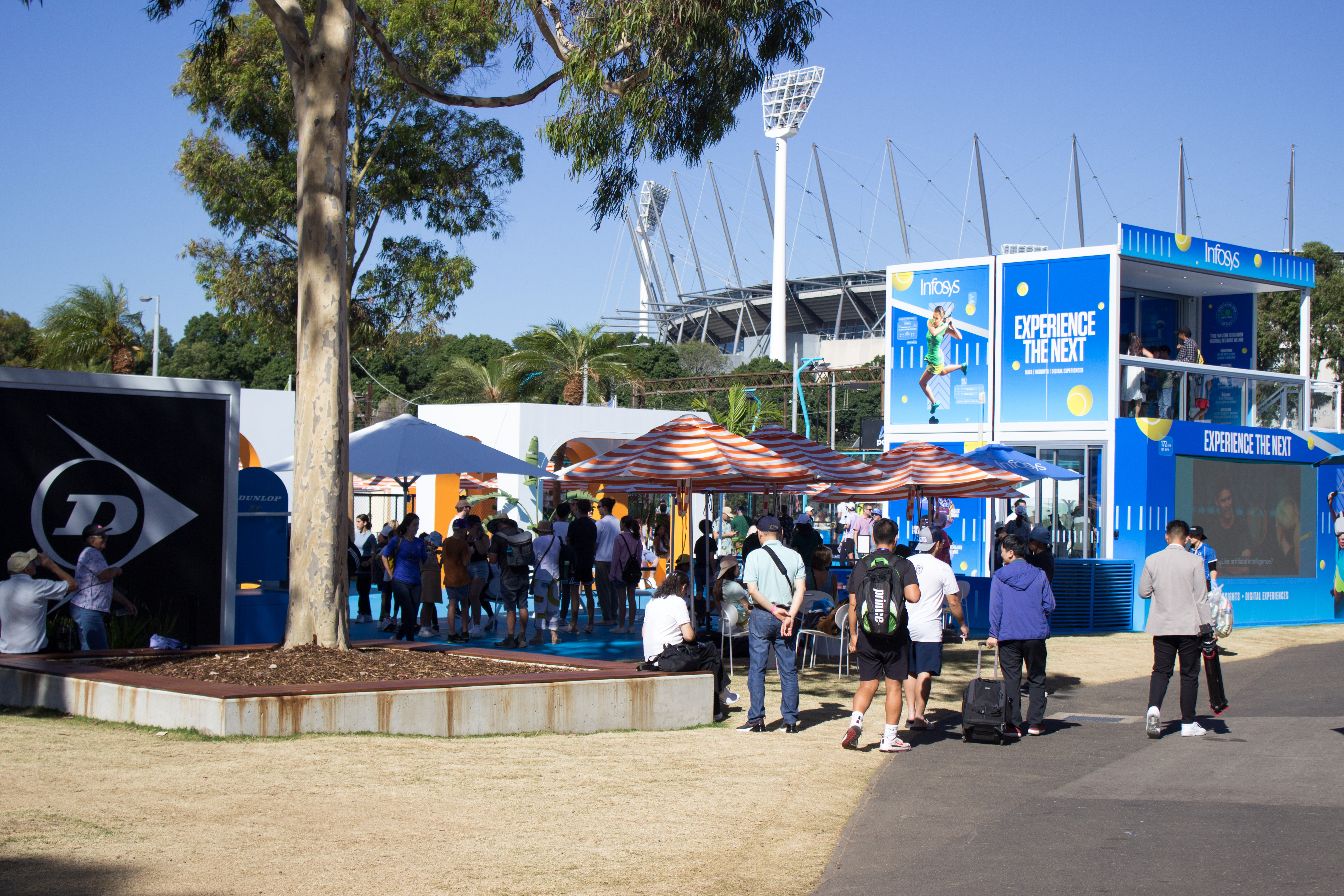
Entrada do "AO Tennis Club" durante o Australian Open de 2023.

O primeiro título de Slam veio para jogadores de três modalidades: a bielorrussa Aryna Sabalenka derrotou Elena Rybakina, a última campeã de Wimbledon, na final, por dois sets a um. O jogo decisivo de duplas masculinas e mistas não contou com cabeças de chave e também teve debutantes. No primeiro, o troféu para Rinky Hijikata e Jason Kubler foi o primeiro deles no circuito ATP. Foi o segundo ano seguido de uma parceria australiana vencendo modalidade. Em mistas, deu Brasil: Luisa Stefani e Rafael Matos derrotaram a experiente dupla indiana Sania Mirza e Rohan Bopanna. É o sexto êxito do país na modalidade, mas a primeira ocasião em que os dois jogadores defendem o verde e amarelo.
Nas duplas femininas, a hegemonia das tchecas Barbora Krejčíková e Kateřina Siniaková continua. Defenderam o feito australiano e acumularam o sétimo título do Grand Slam na carreira.
Por causa da invasão da Ucrânia pela Rússia, as organizações tomaram diversas medidas contra a Rússia e a Bielorrússia no esporte. Este foi o terceiro Slam em que os jogadores desses países foram permitidos de participar, mas sob bandeira neutra.

## Cadeirantes
Com exceção dos eventos para tetraplégicos (quad), os para cadeirantes – masculino e feminino – tiveram o número de participantes dobrado.
| Modalidade | Submodalidade | 2022 | 2023 |
| ---------- | ------------- | ---- | ---- |
| Simples    | Masculino     | 8    | 16   |
| Simples    | Feminino      | 8    | 16   |
| Simples    | Tetraplégico  | 8    | 8    |
| Duplas     | Masculinas    | 4    | 8    |
| Duplas     | Femininas     | 4    | 8    |
| Duplas     | Tetraplégicas | 4    | 4    |

## Transmissão
Esta é a lista de países e canais designados a transmitir o torneio durante a edição em questão:
Países lusófonos

| País(es)                                                                                 | Canal(is)  |
| ---------------------------------------------------------------------------------------- | ---------- |
| Angola · Cabo Verde · Guiné Equatorial · Guiné-Bissau · Moçambique · São Tomé e Príncipe | SuperSport |
| Brasil                                                                                   | ESPN Star+ |
| Macau                                                                                    | TDM        |
| Portugal                                                                                 | Eurosport  |

Resto do mundo
| País(es) | Canal(is)                                                |
| Países avulsos |                                                          |
| África | África                                                   |
| --- | -------------------------------------------------------- |
| Chade | beIN Sports SuperSport                                   |
| Américas |                                                          |
| Canadá | RDS [en] TSN                                             |
| Martinica | ESPN                                                     |
| Ásia |                                                          |
| China | CCTV-5 Great Sports Channel [en] Guangdong TV [en] iQIYI |
| Israel | Eurosport                                                |
| Japão | WOWOW                                                    |
| Taiwan | Sportcast                                                |
| Vietname | K+ [vi]                                                  |
| Europa |                                                          |
| Áustria | Eurosport ServusTV [en]                                  |
| Suíça | Eurosport SRG SSR                                        |
| Oceania |                                                          |
| Austrália | Nine Network Stan Sport                                  |
| Guam | ESPN                                                     |
| Marianas Setentrionais | ESPN Tennis Channel                                      |
| Nova Zelândia | Sky [en]                                                 |
| Samoa Americana | ESPN Digicel Tennis Channel                              |
| Regiões |                                                          |
| América Central América do Sul Caribe | ESPN                                                     |
| Europa | Eurosport                                                |
| Norte da África Oriente Médio | beIN Sports                                              |
| Agrupamentos |                                                          |
| África |                                                          |
| África do Sul · Benim · Botswana · Burquina Fasso · Burundi · Comores · Camarões · Congo · Costa do Marfim · Eritreia · Eswatini · Etiópia · Gabão · Gâmbia · Gana · Guiné · Lesoto · Libéria · Madagascar · Malawi · Mali · Mayotte · Maurícia · Namíbia · Níger · Nigéria · Quénia · República Centro-Africana · República Democrática do Congo · Reunião (departamento) · Ruanda · Santa Helena (território) · Senegal · Serra Leoa · Seicheles · Socotorá · Tanzânia · Togo · Uganda · Zâmbia · Zanzibar · Zimbabwe | SuperSport                                               |
| Djibouti · Jordânia · Mauritânia · Somália · Sudão · Sudão do Sul | beIN Sports                                              |
| Américas |                                                          |
| Estados Unidos · Porto Rico · U.S. Ilhas Virgens | ESPN Tennis Channel                                      |
| Ásia |                                                          |
| Afeganistão · Bangladesh · Butão · Índia · Maldivas · Nepal · Paquistão · Sri Lanka | Sony Sports [en]                                         |
| Azerbaijão · Cazaquistão · Quirguistão · Tajiquistão · Turquemenistão · Uzbequistão | Eurosport                                                |
| Brunei · Camboja · Filipinas · Hong Kong · Indonésia · Laos · Malásia · Singapura · Tailândia | beIN Sports                                              |
| Coreia do Norte · Coreia do Sul | CJ Media                                                 |
| Oceania |                                                          |
| Fiji · Ilhas Cook · Ilhas Marshall · Ilhas Salomão · Kiribati · Micronésia · Nauru · Niue · Papua-Nova Guiné · Polinésia Francesa · Samoa · Tonga · Tuvalu · Vanuatu · Wallis e Futuna | Digicel                                                  |

## Pontuação e premiação

### Distribuição de pontos
ATP e WTA informam suas pontuações em Grand Slam, distintas entre si, em simples e em duplas. A ITF responde exclusivamente pelos juvenis e cadeirantes.
Considerado torneio amistoso, o de duplas mistas não gera pontos.
No juvenil, os simplistas jogam duas fases de qualificatório, mas só os que passam à chave principal pontuam. Em duplas, a pontuação é por jogador. A partir da fase com 16, os competidores recebem pontos adicionais de bônus (os valores da tabela já somam as duas pontuações).

#### Profissional
| Evento            | V    | F    | SF  | QF  | R16 | R32 | R64 | R128 | Q  | Q3 | Q2 | Q1 |
| Simples masculino | 2000 | 1200 | 720 | 360 | 180 | 90  | 45  | 10   | 25 | 16 | 8  | 0  |
| Duplas masculinas | 2000 | 1200 | 720 | 360 | 180 | 90  | 0   | —    | —  | —  | —  | —  |
| Simples feminino  | 2000 | 1300 | 780 | 430 | 240 | 130 | 70  | 10   | 40 | 30 | 20 | 2  |
| Duplas femininas  | 2000 | 1300 | 780 | 430 | 240 | 130 | 10  | —    | —  | —  | —  | —  |

| Evento            | V    | F   | SF  | QF  | R16 | R32 | R64 | Q  | Q2 | Q1 |
| Simples Masculino | 1000 | 700 | 490 | 300 | 180 | 90  | 30* | 20 | 0  | 0  |
| Simples Feminino  | 1000 | 700 | 490 | 300 | 180 | 90  | 30* | 20 | 0  | 0  |
| Duplas Masculinas | 750  | 525 | 367 | 225 | 135 | 0   | —   | —  | —  | —  |
| Duplas Femininas  | 750  | 525 | 367 | 225 | 135 | 0   | —   | —  | —  | —  |

| Evento               | V   | F   | SF/3º lugar | QF/4º lugar | R16 |
| Simples              | 800 | 500 | 375         | 200         | 100 |
| Simples tetraplégico | 800 | 500 | 375         | 100         | —   |
| Duplas               | 800 | 500 | 375         | 100         | —   |
| Duplas tetraplégicas | 800 | 100 | —           | —           | —   |

### Premiação
A premiação geral aumentou 2% em relação a 2022. Os títulos de simples tiveram um acréscimo de A$ 100.000 cada.
Juvenis não são pagos. Outras disputas, como a de cadeirantes, não tiveram os valores detalhados; estão inclusos em "Outros eventos".
| Evento        | V            | F            | SF         | QF         | Últimos 16 | Últimos 32 | Últimos 64 | Últimos 128 | Q3        | Q2        | Q1        |
| Contemplados  | 1            | 1            | 2          | 4          | 8          | 16         | 32         | 64          | 16        | 32        | 64        |
| Simples (2)   | A$ 2.975.000 | A$ 1.625.000 | A$ 925.000 | A$ 555.250 | A$ 338.250 | A$ 227.925 | A$ 158.850 | A$ 106.250  | A$ 55.150 | A$ 36.575 | A$ 26.000 |
| Duplas (2)    | A$ 695.000   | A$ 370.000   | A$ 210.000 | A$ 116.500 | A$ 67.250  | A$ 46.500  | A$ 30.975  | —           | —         | —         | —         |
| Duplas mistas | A$ 157.750   | A$ 89.450    | A$ 47.500  | A$ 25.250  | A$ 12.650  | A$ 6.600   | —          | —           | —         | —         | —         |

Total dos eventos acima: A$ 70.346.000
Outros eventos + per diem (estimado): A$ 6.154.000
Total da premiação: A$ 76.500.000

## Cabeças de chave
Cabeças baseados(as) nos rankings de 9 de janeiro de 2023. Dados de ranking e pontos anteriores são de 16 de janeiro de 2023.
Em verde, o(s) cabeça(s) de chave campeão(ões). Em vermelho, o(s) vice-campeão(ões).

### Simples

#### Masculino
| Cabeça | Ranking | Jogador                     | Pontos anteriores | Pontos a defender | Pontos conquistados | Nova pontuação | Eliminado na | Eliminado por             |
| ------ | ------- | --------------------------- | ----------------- | ----------------- | ------------------- | -------------- | ------------ | ------------------------- |
| 1      | 2       | Rafael Nadal                | 5.770             | 2.000             | 45                  | 3.815          | 2ª fase      | Mackenzie McDonald        |
| 2      | 3       | Casper Ruud                 | 5.720             | 0                 | 45                  | 5.765          | 2ª fase      | Jenson Brooksby           |
| 3      | 4       | Stefanos Tsitsipas          | 5.715             | 720               | 1.200               | 6.195          | F            | Novak Djokovic [4]        |
| 4      | 5       | Novak Djokovic              | 5.070             | 0                 | 2.000               | 7.070          | Campeão      | –                         |
| 5      | 6       | Andrey Rublev               | 3.930             | 90                | 360                 | 4.200          | QF           | Novak Djokovic [4]        |
| 6      | 7       | Félix Auger-Aliassime       | 3.895             | 360               | 180                 | 3.715          | 4ª fase      | Jiří Lehečka              |
| 7      | 8       | Daniil Medvedev             | 3.860             | 1.200             | 90                  | 2.745          | 3ª fase      | Sebastian Korda [29]      |
| 8      | 9       | Taylor Fritz                | 3.545             | 180               | 45                  | 3.410          | 2ª fase      | Alexei Popyrin [WC]       |
| 9      | 10      | Holger Rune                 | 2.876             | 10                | 180                 | 3.046          | 4ª fase      | Andrey Rublev [5]         |
| 10     | 11      | Hubert Hurkacz              | 2.860             | 45                | 180                 | 2.995          | 4ª fase      | Sebastian Korda [29]      |
| 11     | 12      | Cameron Norrie              | 2.680             | 10                | 90                  | 2.760          | 3ª fase      | Jiří Lehečka              |
| 12     | 13      | Alexander Zverev            | 2.560             | 180               | 45                  | 2.425          | 2ª fase      | Michael Mmoh [LL]         |
| 13     | 14      | Matteo Berrettini           | 2.490             | 720               | 10                  | 1.780          | 1ª fase      | Andy Murray               |
| 14     | 15      | Pablo Carreño Busta         | 2.420             | 180               | 45                  | 2.285          | 2ª fase      | Benjamin Bonzi            |
| 15     | 16      | Jannik Sinner               | 2.375             | 360               | 180                 | 2.195          | 4ª fase      | Stefanos Tsitsipas [3]    |
| 16     | 17      | Frances Tiafoe              | 2.260             | 45                | 90                  | 2.305          | 3ª fase      | Karen Khachanov [18]      |
| 17     | 19      | Lorenzo Musetti             | 1.925             | 10                | 10                  | 1.925          | 1ª fase      | Lloyd Harris [PR]         |
| 18     | 20      | Karen Khachanov             | 1.885             | 90                | 720                 | 2.515          | SF           | Stefanos Tsitsipas [3]    |
| 20     | 22      | Denis Shapovalov            | 1.830             | 360               | 90                  | 1.560          | 3ª fase      | Hubert Hurkacz [10]       |
| 21     | 23      | Borna Ćorić                 | 1.760             | 0                 | 10                  | 1.770          | 1ª fase      | Jiří Lehečka              |
| 22     | 24      | Alex de Minaur              | 1.710             | 180               | 180                 | 1.710          | 4ª fase      | Novak Djokovic [4]        |
| 23     | 26      | Diego Schwartzman           | 1.550             | 45                | 45                  | 1.550          | 2ª fase      | J. J. Wolf                |
| 24     | 25      | Roberto Bautista Agut       | 1.675             | 90                | 180                 | 1.765          | 4ª fase      | Tommy Paul                |
| 25     | 30      | Daniel Evans                | 1.380             | 90                | 90                  | 1.380          | 3ª fase      | Andrey Rublev [5]         |
| 26     | 27      | Miomir Kecmanović           | 1.445             | 180               | 10                  | 1.275          | 1ª fase      | Nicolás Jarry [Q]         |
| 27     | 28      | Grigor Dimitrov             | 1.395             | 45                | 90                  | 1.440          | 3ª fase      | Novak Djokovic [4]        |
| 28     | 29      | Francisco Cerúndolo         | 1.383             | 16+80†            | 90+0                | 1.377          | 3ª fase      | Félix Auger-Aliassime [6] |
| 29     | 31      | Sebastian Korda             | 1.325             | 90                | 360                 | 1.595          | QF           | Karen Khachanov [18]      |
| 30     | 32      | Alejandro Davidovich Fokina | 1.325             | 45                | 45                  | 1.325          | 2ª fase      | Tommy Paul                |
| 31     | 33      | Yoshihito Nishioka          | 1.212             | 10+80             | 180+0               | 1.302          | 4ª fase      | Karen Khachanov [18]      |
| 32     | 34      | Botic van de Zandschulp     | 1.205             | 90                | 45                  | 1.160          | 2ª fase      | Tallon Griekspoor         |

† O jogador não se classificou à chave principal em 2022. No lugar, defende os pontos de dois torneios Challenger (Concepción e Santa Cruz).

##### Desistências
| Ranking | Jogador        | Pontos anteriores | Pontos a defender | Nova pontuação | Motivo                                                                   |
| ------- | -------------- | ----------------- | ----------------- | -------------- | ------------------------------------------------------------------------ |
| 1       | Carlos Alcaraz | 6.820             | 90                | 6.730          | Lesão na perna direita                                                   |
| 18      | Marin Čilić    | 1.970             | 180               | 1.790          | Lesão no joelho                                                          |
| 21      | Nick Kyrgios   | 1.870             | 45                | 1.825          | Lesão no joelho. Desistiu antes de a chave ser sorteada. Era o cabeça 19 |

#### Feminino
| Cabeça | Ranking | Jogadora              | Pontos anteriores | Pontos a defender | Pontos conquistados | Nova pontuação | Eliminada na | Eliminada por                 |
| ------ | ------- | --------------------- | ----------------- | ----------------- | ------------------- | -------------- | ------------ | ----------------------------- |
| 1      | 1       | Iga Świątek           | 11.025            | 780               | 240                 | 10.485         | 4ª fase      | Elena Rybakina [22]           |
| 2      | 2       | Ons Jabeur            | 5.140             | 0                 | 70                  | 5.210          | 2ª fase      | Markéta Vondroušová [PR]      |
| 3      | 3       | Jessica Pegula        | 5.000             | 430               | 430                 | 5.000          | QF           | Victoria Azarenka [24]        |
| 4      | 4       | Caroline Garcia       | 4.415             | 10                | 240                 | 4.645          | 4ª fase      | Magda Linette                 |
| 5      | 5       | Aryna Sabalenka       | 4.340             | 240               | 2.000               | 6.100          | Campeã       | –                             |
| 6      | 6       | Maria Sakkari         | 3.921             | 240               | 130                 | 3.811          | 3ª fase      | Zhu Lin                       |
| 7      | 7       | Coco Gauff            | 3.762             | 10                | 240                 | 3.992          | 4ª fase      | Jeļena Ostapenko [17]         |
| 8      | 8       | Daria Kasatkina       | 3.500             | 130               | 10                  | 3.380          | 1ª fase      | Varvara Gracheva              |
| 9      | 9       | Veronika Kudermetova  | 2.800             | 130               | 70                  | 2.740          | 2ª fase      | Katie Volynets [Q]            |
| 10     | 13      | Madison Keys          | 2.318             | 780               | 130                 | 1.668          | 3ª fase      | Victoria Azarenka [24]        |
| 12     | 10      | Belinda Bencic        | 2.735             | 70                | 240                 | 2.905          | 4ª fase      | Aryna Sabalenka [5]           |
| 13     | 11      | Danielle Collins      | 2.388             | 1.300             | 130                 | 1.218          | 3ª fase      | Elena Rybakina [22]           |
| 14     | 14      | Beatriz Haddad Maia   | 2.255             | 70                | 10                  | 2.195          | 1ª fase      | Nuria Párrizas Díaz           |
| 15     | 15      | Petra Kvitová         | 2.221             | 10                | 70                  | 2.281          | 2ª fase      | Anhelina Kalinina             |
| 16     | 19      | Anett Kontaveit       | 1.909             | 70                | 70                  | 1.909          | 2ª fase      | Magda Linette                 |
| 17     | 17      | Jeļena Ostapenko      | 2.040             | 130               | 430                 | 2.340          | QF           | Elena Rybakina [22]           |
| 18     | 20      | Liudmila Samsonova    | 1.905             | 70                | 70                  | 1.905          | 2ª fase      | Donna Vekić                   |
| 19     | 18      | Ekaterina Alexandrova | 1.910             | 10                | 130                 | 2.030          | 3ª fase      | Magda Linette                 |
| 20     | 23      | Barbora Krejčíková    | 1.600             | 430               | 240                 | 1.410          | 4ª fase      | Jessica Pegula [3]            |
| 21     | 21      | Martina Trevisan      | 1.672             | 110               | 10                  | 1.572          | 1ª fase      | Anna Karolína Schmiedlová [Q] |
| 22     | 25      | Elena Rybakina        | 1.585             | 70                | 1.300               | 2.815          | F            | Aryna Sabalenka [5]           |
| 23     | 22      | Zhang Shuai           | 1.600             | 130               | 240                 | 1.710          | 4ª fase      | Karolína Plíšková [30]        |
| 24     | 24      | Victoria Azarenka     | 1.598             | 240               | 780                 | 2.138          | SF           | Elena Rybakina [22]           |
| 25     | 26      | Marie Bouzková        | 1.581             | 70                | 10                  | 1.521          | 1ª fase      | Bianca Andreescu              |
| 26     | 32      | Elise Mertens         | 1.449             | 240               | 130                 | 1.339          | 3ª fase      | Aryna Sabalenka [5]           |
| 27     | 30      | Irina-Camelia Begu    | 1.472             | 70                | 70                  | 1.472          | 2ª fase      | Laura Siegemund [PR]          |
| 28     | 27      | Amanda Anisimova      | 1.535             | 240               | 10                  | 1.305          | 1ª fase      | Marta Kostyuk                 |
| 29     | 28      | Zheng Qinwen          | 1.534             | 110+80            | 70+1                | 1.415          | 2ª fase      | Bernarda Pera                 |
| 30     | 31      | Karolína Plíšková     | 1.450             | 0                 | 430                 | 1.880          | QF           | Magda Linette                 |
| 31     | 29      | Kaia Kanepi           | 1.472             | 430               | 10                  | 1.052          | 1ª fase      | Kimberly Birrell [WC]         |
| 32     | 33      | Jil Teichmann         | 1.429             | 70                | 70                  | 1.429          | 2ª fase      | Zhu Lin                       |

##### Desistências
| Ranking | Jogadora     | Pontos anteriores | Pontos a defender | Nova pontuação | Motivo                                                                            |
| ------- | ------------ | ----------------- | ----------------- | -------------- | --------------------------------------------------------------------------------- |
| 12      | Simona Halep | 2.381             | 240               | 2.141          | Suspensão provisória por testar positivo no teste antidoping                      |
| 16      | Paula Badosa | 2.102             | 240               | 1.862          | Lesão no abdutor direito. Desistiu antes de a chave ser sorteada. Era a cabeça 11 |

### Duplas
| Cabeça | Ranking | Equipe               | Equipe                 |
| ------ | ------- | -------------------- | ---------------------- |
| 1      | 6       | Wesley Koolhof       | Neal Skupski           |
| 2      | 3       | Rajeev Ram           | Joe Salisbury          |
| 3      | 12      | Marcelo Arévalo      | Jean-Julien Rojer      |
| 4      | 13      | Nikola Mektić        | Mate Pavić             |
| 5      | 19      | Ivan Dodig           | Austin Krajicek        |
| 6      | 23      | Lloyd Glasspool      | Harri Heliövaara       |
| 7      | 30      | Thanasi Kokkinakis   | Nick Kyrgios           |
| 8      | 30      | Marcel Granollers    | Horacio Zeballos       |
| 9      | 49      | Simone Bolelli       | Fabio Fognini          |
| 10     | 43      | Rohan Bopanna        | Matthew Ebden          |
| 11     | 50      | Jamie Murray         | Michael Venus          |
| 12     | 54      | Juan Sebastián Cabal | Robert Farah           |
| 13     | 60      | Rafael Matos         | David Vega Hernández   |
| 14     | 60      | Andreas Mies         | John Peers             |
| 15     | 62      | Santiago González    | Édouard Roger-Vasselin |
| 16     | 63      | Robin Haase          | Matwé Middelkoop       |

| Cabeça | Ranking | Equipe                   | Equipe             |
| ------ | ------- | ------------------------ | ------------------ |
| 1      | 3       | Barbora Krejčíková       | Kateřina Siniaková |
| 2      | 10      | Coco Gauff               | Jessica Pegula     |
| 3      | 15      | Gabriela Dabrowski       | Giuliana Olmos     |
| 4      | 17      | Storm Hunter             | Elise Mertens      |
| 5      | 20      | Lyudmyla Kichenok        | Jeļena Ostapenko   |
| 6      | 34      | Desirae Krawczyk         | Demi Schuurs       |
| 7      | 43      | Beatriz Haddad Maia      | Zhang Shuai        |
| 8      | 43      | Anna Danilina            | Sania Mirza        |
| 9      | 39      | Nicole Melichar-Martinez | Ellen Perez        |
| 10     | 48      | Shuko Aoyama             | Ena Shibahara      |
| 11     | 47      | Chan Hao-ching           | Yang Zhaoxuan      |
| 12     | 49      | Asia Muhammad            | Taylor Townsend    |
| 13     | 54      | Kirsten Flipkens         | Laura Siegemund    |
| 14     | 63      | Alicja Rosolska          | Erin Routliffe     |
| 15     | 55      | Catherine McNally        | Luisa Stefani      |
| 16     | 76      | Miyu Kato                | Aldila Sutjiadi    |

#### Mistas
| Cabeça | Ranking | Equipe             | Equipe            |
| ------ | ------- | ------------------ | ----------------- |
| 1      | 14      | Giuliana Olmos     | Marcelo Arévalo   |
| 2      | 15      | Jessica Pegula     | Austin Krajicek   |
| 3      | 19      | Desirae Krawczyk   | Neal Skupski      |
| 4      | 26      | Ena Shibahara      | Wesley Koolhof    |
| 5      | 26      | Demi Schuurs       | Nikola Mektić     |
| 6      | 31      | Ellen Perez        | Harri Heliövaara  |
| 7      | 38      | Alicja Rosolska    | Jean-Julien Rojer |
| 8      | 40      | Gabriela Dabrowski | Max Purcell       |

## Convidados à chave principal
Os convites foram definidos em 5 de janeiro.

### Simples
| Masculino | Feminino |
| --- | --- |
| - Christopher Eubanks - Rinky Hijikata - Jason Kubler - John Millman - Alexei Popyrin - Dominic Thiem - Luca Van Assche - Wu Yibing | - Kimberly Birrell - Jaimee Fourlis - Olivia Gadecki - Talia Gibson - Storm Hunter - Diane Parry - Taylor Townsend - Moyuka Uchijima |

### Duplas
| Masculinas | Femininas | Mistas |
| --- | --- | --- |
| - Yuki Bhambri / Saketh Myneni - Alex Bolt / Luke Saville - Rinky Hijikata / Jason Kubler - Mackenzie McDonald / Marcelo Melo - John Millman / Aleksandar Vukic - Marc Polmans / Alexei Popyrin - Dane Sweeny / Li Tu | - Alexandra Bozovic / Lizette Cabrera - Alizé Cornet / Samantha Stosur - Jaimee Fourlis / Astra Sharma - Olivia Gadecki / Priscilla Hon - Talia Gibson / Olivia Tjandramulia - Petra Hule / Arina Rodionova - Moyuka Uchijima / Wang Xinyu | - Kimberly Birrell / Rinky Hijikata - Lizette Cabrera / John-Patrick Smith - Jaimee Fourlis / Luke Saville - Olivia Gadecki / Marc Polmans - Han Xinyun / Zhang Zhizhen - Maddison Inglis / Jason Kubler - Alana Parnaby / Andrew Harris - Samantha Stosur / Matthew Ebden |

## Qualificados à chave principal
O qualificatório aconteceu entre 9 e 12 de janeiro.

### Simples
| Masculino | Feminino |
| --- | --- |
| 1. Mattia Bellucci 2. Zizou Bergs 3. Enzo Couacaud 4. Ernesto Escobedo 5. Yannick Hanfmann 6. Brandon Holt 7. Hsu Yu-hsiou 8. Nicolás Jarry 9. Oleksii Krutykh 10. Laurent Lokoli 11. Max Purcell 12. Shang Juncheng 13. Jan-Lennard Struff 14. Dalibor Svrčina 15. Aleksandar Vukic 16. Yosuke Watanuki | 1. Sára Bejlek 2. Cristina Bucșa 3. Clara Burel 4. Brenda Fruhvirtová 5. Arianne Hartono 6. Séléna Janicijevic 7. Polina Kudermetova 8. Eva Lys 9. Anna Karolína Schmiedlová 10. Katherine Sebov 11. Oksana Selekhmeteva 12. Diana Shnaider 13. Lucrezia Stefanini 14. Lesia Tsurenko 15. CoCo Vandeweghe 16. Katie Volynets |

Lucky losers
| 1. Pavel Kotov 2. Denis Kudla 3. Michael Mmoh 4. Juan Pablo Varillas | 1. Léolia Jeanjean 2. Elizabeth Mandlik 3. Laura Pigossi |

## Eliminações em simples

### Masculino
| Final                    | Final                        | Final                            | Final                      |
| ------------------------ | ---------------------------- | -------------------------------- | -------------------------- |
| Stefanos Tsitsipas [3]   |                              |                                  |                            |
| Semifinais               |                              |                                  |                            |
| Karen Khachanov [18]     | Karen Khachanov [18]         | Tommy Paul                       | Tommy Paul                 |
| Quartas de final         |                              |                                  |                            |
| Sebastian Korda [29]     | Jiří Lehečka                 | Andrey Rublev [5]                | Ben Shelton                |
| Quarta fase              |                              |                                  |                            |
| Yoshihito Nishioka [31]  | Hubert Hurkacz [10]          | Jannik Sinner [15]               | Félix Auger-Aliassime [6]  |
| Holger Rune [9]          | Alex de Minaur [22]          | J. J. Wolf                       | Roberto Bautista Agut [24] |
| Terceira fase            |                              |                                  |                            |
| Mackenzie McDonald       | Frances Tiafoe [16]          | Denis Shapovalov [20]            | Daniil Medvedev [7]        |
| Tallon Griekspoor        | Márton Fucsovics             | Cameron Norrie [11]              | Francisco Cerúndolo [28]   |
| Daniel Evans[25]         | Ugo Humbert                  | Benjamin Bonzi                   | Grigor Dimitrov [27]       |
| Alexei Popyrin [WC]      | Michael Mmoh (LL)            | Andy Murray                      | Jenson Brooksby            |
| Segunda fase             |                              |                                  |                            |
| Rafael Nadal [1]         | Dalibor Svrčina (Q)          | Jason Kubler [WC]                | Shang Juncheng (Q)         |
| Lorenzo Sonego           | Taro Daniel                  | Yosuke Watanuki (Q)              | John Millman [WC]          |
| Rinky Hijikata [WC]      | Botic van de Zandschulp [32] | Lloyd Harris (PR)                | Tomás Martín Etcheverry    |
| Constant Lestienne       | Christopher Eubanks [WC]     | Corentin Moutet                  | Alex Molčan                |
| Emil Ruusuvuori          | Jérémy Chardy (PR)           | Denis Kudla (LL)                 | Maxime Cressy              |
| Pablo Carreño Busta [14] | Adrian Mannarino             | Laslo Djere                      | Enzo Couacaud (Q)          |
| Taylor Fritz [8]         | Nicolás Jarry (Q)            | Diego Schwartzman [23]           | Alexander Zverev [12]      |
| Thanasi Kokkinakis       | Brandon Holt (Q)             | Alejandro Davidovich Fokina [30] | Casper Ruud [2]            |
| Primeira fase            |                              |                                  |                            |
| Jack Draper              | Brandon Nakashima            | Jaume Munar                      | Mikael Ymer                |
| Bernabé Zapata Miralles  | Sebastián Báez               | Oscar Otte                       | Daniel Altmaier            |
| Pedro Martínez           | Nuno Borges                  | Ernesto Escobedo (Q)             | Dušan Lajović              |
| Cristian Garín           | Arthur Rinderknech           | Marc-Andrea Hüsler               | Marcos Giron               |
| Quentin Halys            | Yannick Hanfmann (Q)         | Pavel Kotov (LL)                 | Ilya Ivashka               |
| Lorenzo Musetti [17]     | Federico Coria               | Grégoire Barrère                 | Kyle Edmund (PR)           |
| Luca Van Assche [WC]     | Thiago Monteiro              | Kwon Soon-woo                    | Borna Ćorić [21]           |
| Guido Pella (PR)         | Wu Yibing [WC]               | Stan Wawrinka (PR)               | Vasek Pospisil             |
| Dominic Thiem [WC]       | Max Purcell (Q)              | Daniel Elahi Galán               | Facundo Bagnis             |
| Roman Safiullin          | Richard Gasquet              | Albert Ramos Viñolas             | Filip Krajinović           |
| Pedro Cachín             | Mattia Bellucci (Q)          | John Isner                       | Hsu Yu-hsiou (Q)           |
| Aslan Karatsev           | Zizou Bergs (Q)              | Hugo Dellien (PR)                | Roberto Carballés Baena    |
| Nikoloz Basilashvili     | Tseng Chun-hsin              | Zhang Zhizhen                    | Miomir Kecmanović [26]     |
| Oleksii Krutykh (Q)      | Jordan Thompson              | Laurent Lokoli (Q)               | Juan Pablo Varillas (LL)   |
| Matteo Berrettini [13]   | Fabio Fognini                | Aleksandar Vukic (Q)             | João Sousa                 |
| Alexander Bublik         | Jan-Lennard Struff (Q)       | Christopher O'Connell            | Tomáš Macháč               |

### Feminino
| Final                    | Final                         | Final                         | Final                    |
| ------------------------ | ----------------------------- | ----------------------------- | ------------------------ |
| Elena Rybakina [22]      |                               |                               |                          |
| Semifinais               |                               |                               |                          |
| Victoria Azarenka [24]   | Victoria Azarenka [24]        | Magda Linette                 | Magda Linette            |
| Quartas de final         |                               |                               |                          |
| Jeļena Ostapenko [17]    | Jessica Pegula [3]            | Karolína Plíšková [30]        | Donna Vekić              |
| Quarta fase              |                               |                               |                          |
| Iga Świątek [1]          | Coco Gauff [7]                | Barbora Krejčíková [20]       | Zhu Lin                  |
| Zhang Shuai [23]         | Caroline Garcia [4]           | Belinda Bencic [12]           | Linda Fruhvirtová        |
| Terceira fase            |                               |                               |                          |
| Cristina Bucșa (Q)       | Danielle Collins [13]         | Kateryna Baindl               | Bernarda Pera            |
| Marta Kostyuk            | Anhelina Kalinina             | Madison Keys [10]             | Maria Sakkari [6]        |
| Varvara Gracheva         | Katie Volynets (Q)            | Ekaterina Alexandrova [19]    | Laura Siegemund (PR)     |
| Elise Mertens [26]       | Camila Giorgi                 | Nuria Párrizas Díaz           | Markéta Vondroušová (PR) |
| Segunda fase             |                               |                               |                          |
| Camila Osorio            | Bianca Andreescu              | Kaja Juvan                    | Karolína Muchová (PR)    |
| Caty McNally             | Anna Bondár                   | Zheng Qinwen [29]             | Emma Raducanu            |
| Aliaksandra Sasnovich    | Olivia Gadecki [WC]           | Clara Burel (Q)               | Petra Kvitová [15]       |
| Wang Xinyu               | Nadia Podoroska(PR)           | Jil Teichmann [32]            | Diana Shnaider (Q)       |
| Lucrezia Stefanini (Q)   | Yulia Putintseva              | Petra Martić                  | Veronika Kudermetova [9] |
| Anett Kontaveit [16]     | Taylor Townsend [WC]          | Irina-Camelia Begu [27]       | Leylah Fernandez         |
| Shelby Rogers            | Lauren Davis                  | Anna Karolína Schmiedlová (Q) | Claire Liu               |
| Anastasia Potapova       | Liudmila Samsonova [18]       | Kimberly Birrell [WC]         | Ons Jabeur [2]           |
| Primeira fase            |                               |                               |                          |
| Jule Niemeier            | Panna Udvardy                 | Eva Lys (Q)                   | Marie Bouzková [25]      |
| Elisabetta Cocciaretto   | Séléna Janicijevic (Q)        | Lesia Tsurenko (Q)            | Anna Kalinskaya          |
| Laura Pigossi (LL)       | Kamilla Rakhimova             | Ana Bogdan                    | Dayana Yastremska        |
| Dalma Gálfi              | Moyuka Uchijima [WC]          | Tamara Korpatsch              | Kateřina Siniaková       |
| Jaqueline Cristian (PR)  | Brenda Fruhvirtová (Q)        | Polina Kudermetova (Q)        | Amanda Anisimova [28]    |
| Sára Bejlek (Q)          | Talia Gibson [WC]             | CoCo Vandeweghe (Q)           | Alison Van Uytvanck      |
| Anna Blinkova            | Storm Hunter [WC]             | Léolia Jeanjean (LL)          | Sofia Kenin (PR)         |
| Harriet Dart             | Rebecca Marino                | Kristína Kučová (PR)          | Yuan Yue                 |
| Daria Kasatkina [8]      | Tatjana Maria                 | Sorana Cîrstea                | Wang Xiyu                |
| Patricia Maria Țig (PR)  | Viktorija Golubic             | Evgeniya Rodina (PR)          | Maryna Zanevska          |
| Julia Grabher            | Mayar Sherif                  | Diane Parry [WC]              | Ysaline Bonaventure      |
| Elizabeth Mandlik (LL)   | Lucia Bronzetti               | Alizé Cornet                  | Katherine Sebov (Q)      |
| Tereza Martincová        | Arianne Hartono (Q)           | Danka Kovinić                 | Garbiñe Muguruza         |
| Martina Trevisan [21]    | Anastasia Pavlyuchenkova (PR) | Madison Brengle               | Viktoriya Tomova         |
| Beatriz Haddad Maia [14] | Sloane Stephens               | Oksana Selekhmeteva (Q)       | Jasmine Paolini          |
| Kaia Kanepi [31]         | Jaimee Fourlis [WC]           | Alison Riske-Amritraj         | Tamara Zidanšek          |

## Finais

### Profissional
| Categoria | Evento    | Campeã(s)(o/ões)                      | Vice-campeã(s)(o/ões)      | Resultado       | Chave(s)  | Chave(s)       | Ref.  |
| --------- | --------- | ------------------------------------- | -------------------------- | --------------- | --------- | -------------- | ----- |
| Simples   | Masculino | Novak Djokovic                        | Stefanos Tsitsipas         | 6–3, 7–64, 7–65 | principal | qualificatório | [ 3 ] |
| Simples   | Feminino  | Aryna Sabalenka                       | Elena Rybakina             | 4–6, 6–3, 6–4   | principal | qualificatório | [ 4 ] |
| Duplas    | Masculino | Rinky Hijikata Jason Kubler           | Hugo Nys Jan Zieliński     | 6–4, 7–64       | principal | principal      | [ 5 ] |
| Duplas    | Feminino  | Barbora Krejčíková Kateřina Siniaková | Shuko Aoyama Ena Shibahara | 6–4, 6–3        | principal | principal      | [ 7 ] |
| Duplas    | Misto     | Luisa Stefani Rafael Matos            | Sania Mirza Rohan Bopanna  | 7–62, 6–2       | principal | principal      | [ 6 ] |

### Juvenil
| Categoria | Evento    | Campeã(s)(o/ões)                  | Vice-campeã(s)(o/ões)         | Resultado           | Chave(s)  | Chave(s)       | Ref.   |
| --------- | --------- | --------------------------------- | ----------------------------- | ------------------- | --------- | -------------- | ------ |
| Simples   | Masculino | Alexander Blockx                  | Learner Tien                  | 6–1, 2–6, 7–6(11–9) | principal | qualificatório | [ 26 ] |
| Simples   | Feminino  | Alina Korneeva                    | Mirra Andreeva                | 26–7, 6–4, 7–5      | principal | qualificatório | [ 27 ] |
| Duplas    | Masculino | Learner Tien Cooper Williams      | Alexander Blockx João Fonseca | 6–4, 6–4            | principal | principal      | [ 28 ] |
| Duplas    | Feminino  | Renáta Jamrichová Federica Urgesi | Hayu Kinoshita Sara Saito     | 7–65, 1–6, [10–7]   | principal | principal      | [ 29 ] |

### Cadeirante
| Categoria | Evento       | Campeã(s)(o/ões)              | Vice-campeã(s)(o/ões)             | Resultado     | Chave     | Ref.   |
| --------- | ------------ | ----------------------------- | --------------------------------- | ------------- | --------- | ------ |
| Simples   | Masculino    | Alfie Hewett                  | Tokito Oda                        | 6–3, 6–1      | principal | [ 30 ] |
| Simples   | Feminino     | Diede de Groot                | Yui Kamiji                        | 0–6, 6–2, 6–2 | principal | [ 31 ] |
| Simples   | Tetraplégico | Sam Schröder                  | Niels Vink                        | 6–2, 7–5      | principal | [ 30 ] |
| Duplas    | Masculino    | Alfie Hewett Gordon Reid      | Maikel Scheffers Ruben Spaargaren | 6–1, 6–2      | principal | [ 32 ] |
| Duplas    | Feminino     | Diede de Groot Aniek van Koot | Yui Kamiji Zhu Zhenzhen           | 6–3, 6–2      | principal | [ 32 ] |
| Duplas    | Tetraplégico | Sam Schröder Niels Vink       | Donald Ramphadi Ymanitu Silva     | 6–1, 6–3      | principal | [ 32 ] |